# Lakeland (Minnesota)
Lakeland es una ciudad ubicada en el condado de Washington en el estado estadounidense de Minnesota. En el Censo de 2010 tenía una población de 1796 habitantes y una densidad poblacional de 236,75 personas por km².

## Geografía
Lakeland se encuentra ubicada en las coordenadas 44°57′56″N 92°46′22″O / 44.96556, -92.77278. Según la Oficina del Censo de los Estados Unidos, Lakeland tiene una superficie total de 7.59 km², de la cual 5.37 km² corresponden a tierra firme y (29.22%) 2.22 km² es agua.

## Demografía
Según el censo de 2010, había 1796 personas residiendo en Lakeland. La densidad de población era de 236,75 hab./km². De los 1796 habitantes, Lakeland estaba compuesto por el 97.16% blancos, el 0.33% eran afroamericanos, el 0.17% eran amerindios, el 1.11% eran asiáticos, el 0.06% eran isleños del Pacífico, el 0.22% eran de otras razas y el 0.95% pertenecían a dos o más razas. Del total de la población el 1.17% eran hispanos o latinos de cualquier raza.